# آراد (رومانی)
شهر آراد (به رومانیایی: Arad, Romania) در آراد در کشور رومانی واقع شده‌است. جمعیت این شهر ۱۷۲٬۸۲۴ نفر  است. در ارتفاع ۱۰۷ متر از سطح دریا واقع شده‌است.